# Saint-Léonard-des-Parcs

Saint-Léonard-des-Parcs este o comună în departamentul Orne, Franța. În 1 ianuarie 2022 avea o populație de 76 de locuitori.